# Collodion humide
Le collodion humide est un procédé photographique attribué au Britannique Frederick Scott Archer en 1851.
Le procédé était connu dès le 1er juin 1850, date de la première publication du Traité pratique de photographie sur papier et sur verre par le Français Gustave Le Gray qui fut le premier à remplacer l'albumine par le collodion pour fixer l'émulsion sur le verre.
Bien que la polémique sur la paternité de la découverte ait fait rage à l'époque, ni l'un ni l'autre ne souhaitèrent déposer de brevets pour cette invention majeure et ils finirent tous deux dans la misère.
Le procédé au collodion a été le procédé négatif dominant jusqu'à l'apparition et la commercialisation des négatifs au gélatino-bromure d'argent en 1880.

## Historique

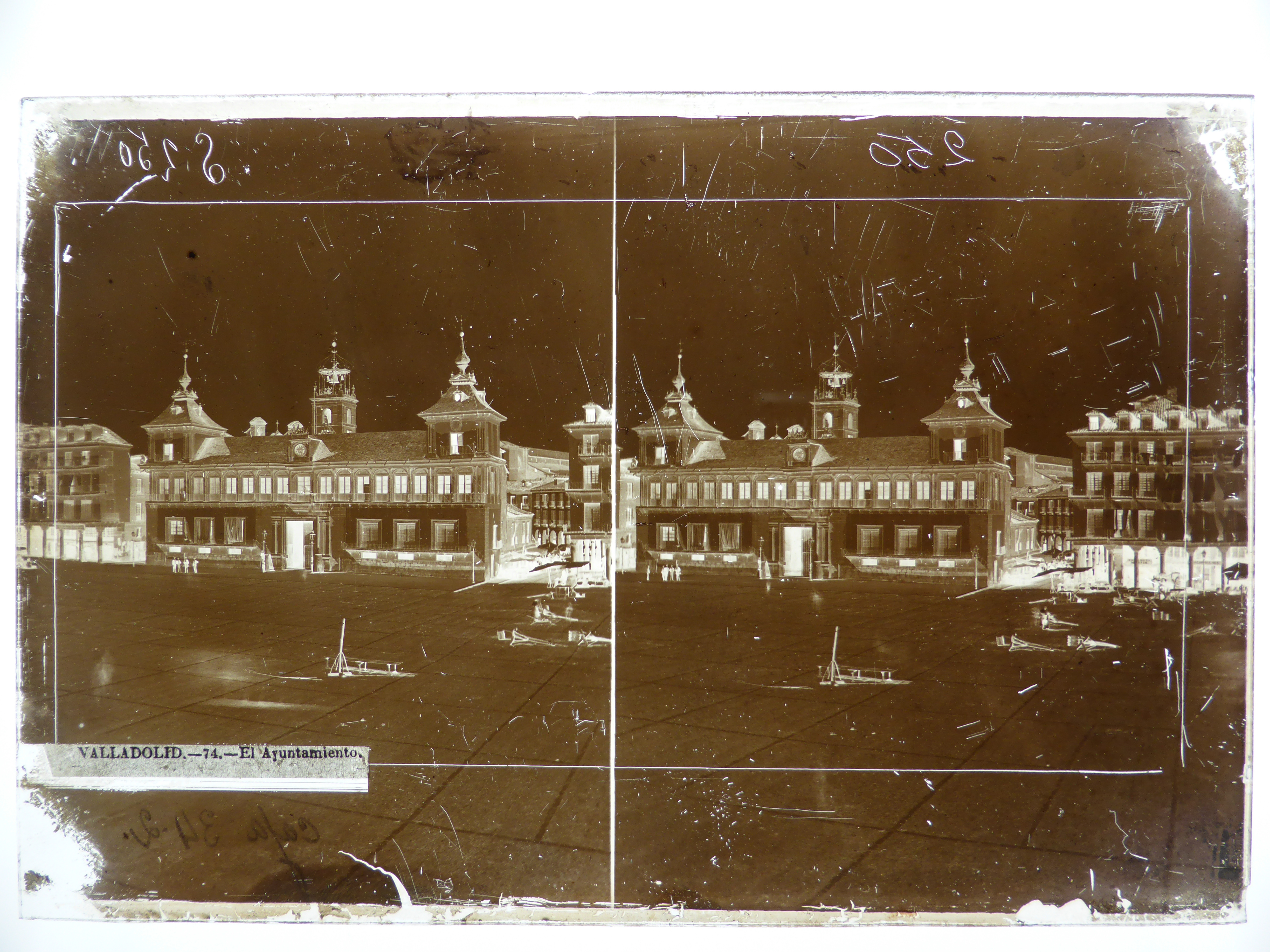
Négatif à collodion humide, prise par J. Laurent, à Valladolid. C'est une photographie stéréoscopique.

Capitole, Toulouse (1859). Photographie sur plaque négative au collodion humide réalisée par Eugène Trutat et conservée au muséum de Toulouse, positif numérique.

Ce procédé a connu une grande popularité jusqu'aux années 1870-1880 environ car il permettait d'obtenir des clichés d'une grande finesse et de rendre une gamme de gris particulièrement étendue.
Il présentait toutefois un inconvénient majeur : le négatif devait être préparé, exposé, puis développé en un temps très court, car, une fois sec, il devenait insensible et, si la prise de vue avait déjà été faite, impossible à développer. Selon les conditions de température et d'humidité ambiantes, l'opération ne devait pas dépasser de 15 à 30 minutes au total.
C'est ce procédé qu'a utilisé le photographe Eadweard Muybridge pour produire ses photographies du galop des chevaux et autres chronophotographies. Cette technique a aussi été utilisée par Sally Mann dans sa série photographique What Remains en 2003.
Il permettra l'invention de deux autres innovations en photographie : le ferrotype par  Adolphe-Alexandre Martin et le panotype par Jean Nicolas Truchelut.
À partir de 2009, Éric Antoine se réapproprie le procédé pour des sujets modernes ou intemporels,.
En 2010, le centre Iris pour la photographie, à Paris, a accueilli une exposition de photographies de l'artiste américain Quinn Jacobson, qui utilise la technique du collodion humide pour tirer ses clichés. L'artiste a voulu revenir à cette technique pour retrouver toute la matérialité de la pratique photographique, qui a tendance à aller davantage vers une matérialité numérique qui semble plus difficile à manipuler actuellement à l'échelle artisanale[réf. nécessaire].

## Composition et développement
Le collodion est un nitrate de cellulose dissous dans un mélange d'alcool et d'éther que l'on étend sur une plaque de verre. Quand ce mélange sirupeux commence à se figer sur le verre, on plonge la plaque dans un bain de nitrate d'argent pour la sensibiliser, les sels contenus dans la pellicule sont ainsi transformés en halogénure d'argent sensible à la lumière. On égoutte alors la plaque, on la transfère dans un châssis étanche à la lumière. Toutes ces opérations se font en chambre noire. On peut alors faire une prise de vue avec la chambre photographique. La plaque doit ensuite être immédiatement développée en chambre éclairée en lumière rouge clair (le nitrate d'argent étant insensible à la lumière rouge) avec de l'acide gallique ou du sulfate de fer puis fixée au thiosulfate de sodium ou au cyanure de potassium.
Ce procédé a été utilisé en photogravure jusqu'aux années 1950 et plus.

### Liens externes

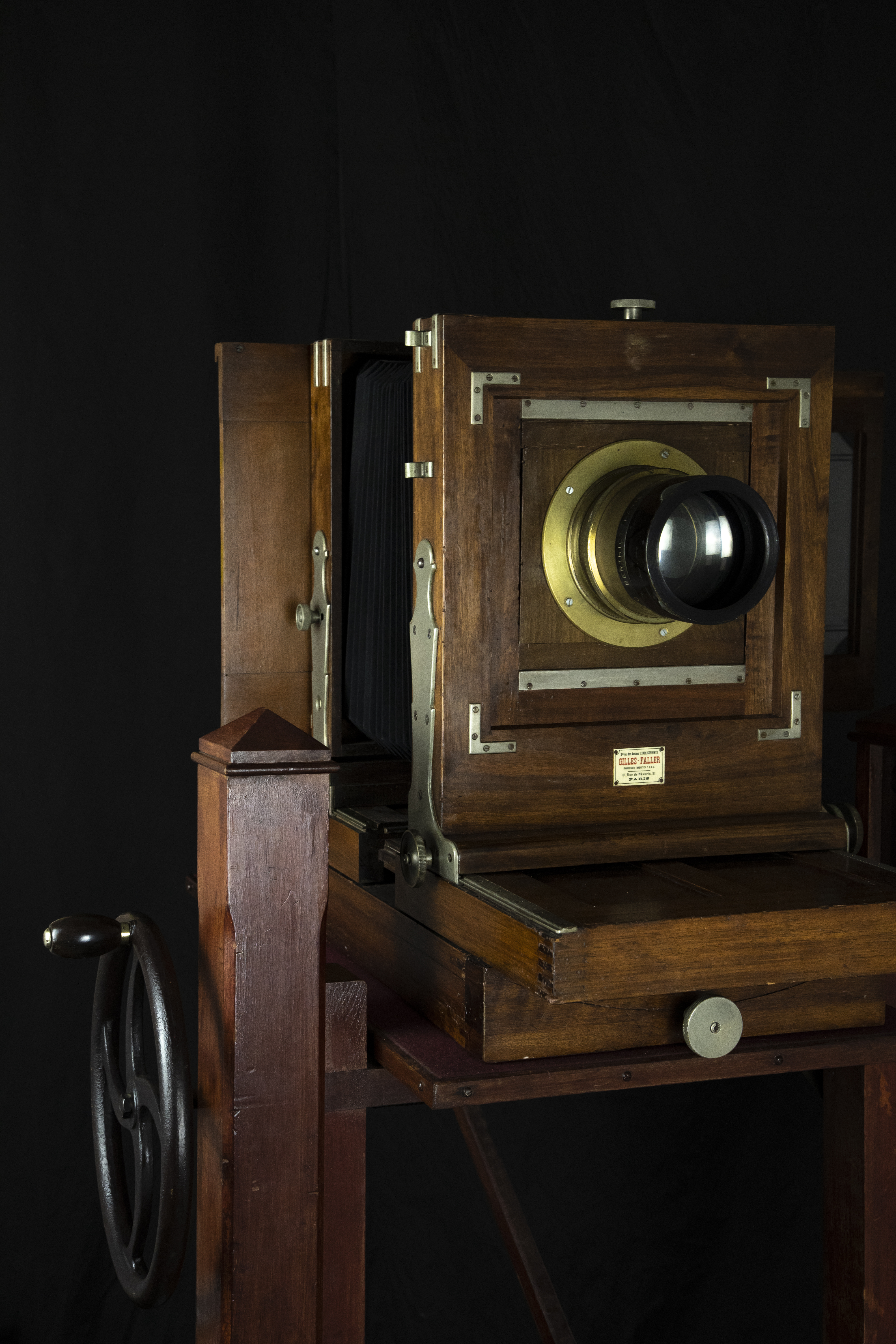
chambre d'atelier toujours utilisée par le collectif la cage aux fauves

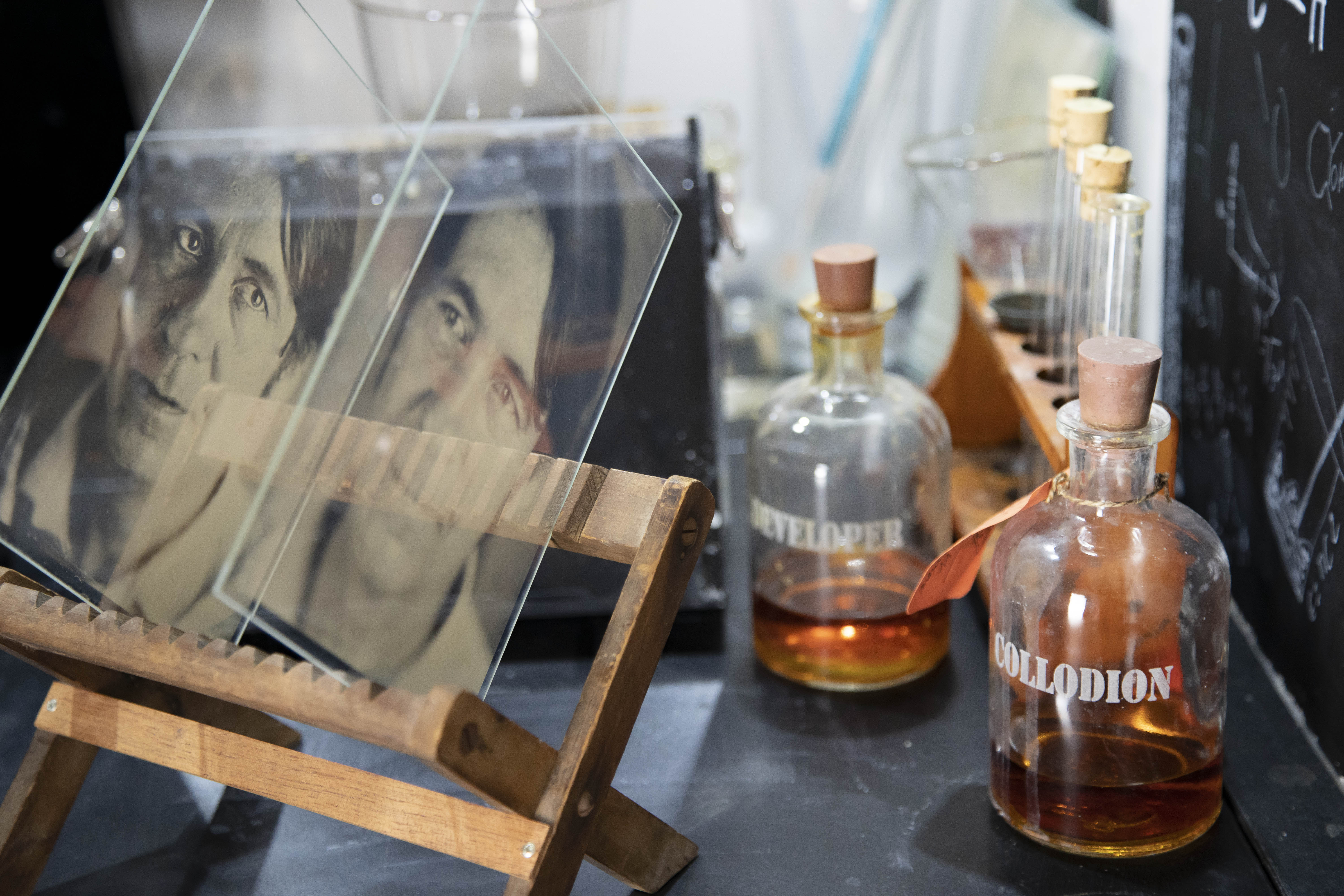
les deux ambrotypes au collodion humide du comédien Thierry Samitier sèchent sur un égouttoir en bois d'époque.